# Asociación de Fútbol de Macao
La Asociación de Fútbol de Macao (en portugués: Associação de Futebol de Macau, chino:  澳門足球總會) es el organismo rector del fútbol en Macao. Fue fundada en 1939, desde 1978 es miembro de la FIFA y desde 1976 de la AFC. Organiza el campeonato de Liga y de Copa de Macao, así como los partidos de la selección nacional en sus distintas categorías.